# Homopteroidea maculata
Homopteroidea maculata är en kackerlacksart som beskrevs av Hanitsch 1929. Homopteroidea maculata ingår i släktet Homopteroidea och familjen Polyphagidae. Inga underarter finns listade i Catalogue of Life.